# Milt Morin
Milton Denis Morin (Leominster, 15 ottobre 1942 – Northampton, 9 luglio 2010) è stato un giocatore di football americano statunitense che ha militato nel ruolo di tight end nella National Football League (NFL).

## Carriera
Al college Morin giocò a football a UMass, dove stabilì il record dell'istituto per yard ricevute in carriera con 1 151. Fu scelto dai Cleveland Browns nel corso del primo giro (14º assoluto) del Draft NFL 1966, il primo giocatore della storia di Mass a venire scelto nel primo giro. Giocò con i Browns per tutta la carriera fino al 1975, venendo convocato per due Pro Bowl. Dopo che riuscì a entrare in squadra, il proprietario Art Modell lo chiamò nel suo ufficio e chiese a Morin quanto avrebbe guadagnato se avesse fatto l'insegnante; Morin era laureato in educazione. Disse a Modell che il salario sarebbe stato di 6 000 dollari. Modell disse che lo avrebbe pagato 6 000 dollari per giocare come tight end.
L'11 maggio 2010 Morin fu introdotto nella College Football Hall of Fame. Morì il 9 luglio 2010 al Cooley Dickinson Hospital di Northampton, Massachusetts, per un arresto cardiaco. La sua introduzione nella College Football Hall of Fame era prevista per la settimana successiva.

## Palmarès
- Convocazioni al Pro Bowl: 2

1968, 1971
- College Football Hall of Fame
- Cleveland Browns Legends